# Nadagara odontias
Nadagara odontias là một loài bướm đêm trong họ Geometridae.